# Спартак (повесть)
«Спартак» — историческая повесть русского советского писателя Василия Яна, опубликованная в 1933 году. Рассказывает о восстании рабов и гладиаторов под руководством Спартака.
Действие повести происходит в античной Италии в 70-х годах до н. э. В числе её героев реально существовавшие исторические деятели (Спартак, Марк Лициний Красс и др.), а также вымышленные персонажи — фракийский мальчик Гета, греческий философ Аристомен. В финале Спартак погибает, но Аристомену и Гете удаётся спастись. Они собираются уплыть в Грецию, чтобы там продолжать борьбу за свободу.
Василий Ян создал повесть в рамках своеобразной полемики с Рафаэлло Джованьоли, автором всемирно известного романа «Спартак». Он выступил против романтизации образа, написав в одной из статей, что у Джованьоли «Спартак выведен не тем суровым, могучим фракийцем…, каким он был по описаниям Аппиана, Плутарха, Флора и других римских историков, а именно „Христом рабов“, который, как романтический рыцарь, то и дело краснеет, и бледнеет, и плачет, и одновременно с великим делом освобождения рабов занят любовными чувствами к Валерии…». У Яна Спартак изображён как человек великой идеи, «исключительной силы», воодушевлённый «страстью к освобождению рабов и ненавистью к тиранам». При этом, по мнению литературоведа В. Д. Оскоцкого, он получился идеальным героем, не связанным со своей эпохой, а публицистичность авторского стиля в этой повести не оставила места изобразительным приёмам. В итоге «Спартак» не может быть отнесён к творческим удачам Яна.
Историк-антиковед А. И. Немировский назвал повесть Яна «сильным в художественном отношении произведением», которое, правда, написано в рамках устаревшей историко-социологической концепции «революции рабов».